# Beta2 Sagittarii
Beta² Sagittarii (Arkab Posterior, β² Sgr) – gwiazda w gwiazdozbiorze Strzelca (wielkość gwiazdowa 4,27m), odległa o 134 lata świetlne od Słońca.

## Nazwa
Gwiazda nosi tradycyjną nazwę Arkab Posterior, która jest połączeniem słów pochodzenia arabskiego i łacińskiego. Arabskie ‏عرقوب‎ Arqūb oznacza ścięgno Achillesa, a łacińskie Posterior znaczy „tylna”. Jest to więc „tylna (gwiazda) ścięgna Achillesa” wyobrażonej postaci Strzelca. Przednią gwiazdą ścięgna Achillesa jest Arkab Prior, która leży blisko na niebie, ale znacznie dalej od Słońca. Grupa robocza Międzynarodowej Unii Astronomicznej do spraw uporządkowania nazewnictwa gwiazd zatwierdziła użycie nazwy Arkab Posterior dla określenia tej gwiazdy.

## Charakterystyka
Beta² Sagittarii to żółto-biały karzeł, gwiazda ciągu głównego należąca do typu widmowego F. Emituje ona 27 razy więcej promieniowania niż Słońce, ma 1,4 razy większy promień i dwukrotnie większą masę. Dawniej była błędnie klasyfikowana jako olbrzym, ale choć prawdopodobnie znajduje się u kresu życia na ciągu głównym, to jeszcze nie przekształciła się w olbrzyma. Gwiazda obraca się wokół osi 63 razy szybciej niż Słońce, gdyż jest dostatecznie gorąca, aby nie spowolniło jej pole magnetyczne unoszone przez wiatr gwiazdowy.